# Barbus taeniopleura
Barbus taeniopleura és una espècie de peix cipriniforme de la família dels ciprínids.

## Morfologia
Els mascles poden assolir els 9 cm de longitud total.

## Distribució geogràfica
Es troba als rius tributaris del llac Tanganyika, però no al mateix llac.